# Aphyonus gelatinosus
El pez-ciego gelatinoso (Aphyonus gelatinosus) es una especie de pez marino actinopterigio. Es una especie vivípara.

## Morfología
Cuerpo desnudo sin escamas, sin vejiga natatoria, la aleta dorsal se continua con la anal, ojos rudimentarios. La longitud máxima descrita es de 15 cm. No tiene espinas en las aletas y los radios blandos son cerca de cien en la aleta dorsal y más de 65 en la aleta anal.

## Distribución y hábitat
Es una especie marina, batipelágico de aguas profundas y demersal, que habita en un rango de profundidad entre 900 y 2562 metros. Se distribuye por el este del océano Atlántico, con especímenes capturados en las islas Canarias y Azores, en el sudoeste del océano Pacífico en Australia, así como en el océano Índico en Sudáfrica.